# Экономические последствия иммиграции в Канаду
Экономическое влияние иммиграции на Канаду  – важная тема во внутриполитической жизни Канады. В течение всей своей истории Канада полагалась на постоянный большой приток иммигрантов для развития своей экономики. Доля иммигрантов сократилась по сравнению с пиком в начале XX века, но Канада всё ещё принимает большее количество иммигрантов на душу населения, чем любая другая крупная страна.
Количество иммигрантов на душу населения остаётся неизменным с 1950-х годов, и в последние годы заметен явный рост образовательного и профессионального уровня иммигрантов. Однако, в последние 25 лет уровень жизни иммигрантов, по сравнению с уровнем жизни родившихся в Канаде, имеет устойчивую тенденцию к снижению. Исследование Статистического бюро Канады 2007 года показывает, что средний доход недавних иммигрантов упал на значительную величину с 2000 года по 2004 год. Недавние иммигранты гораздо чаще, чем рождённые в Канаде имеют низкие доходы и чаще оказываются без работы, но доходы и занятость возрастают со временем, проведённым в Канаде. Как и в во всех развитых странах мира основной прирост населения Канады дают иммигранты и их дети. Постоянная и всё более растущая иммиграция позволяет решать сразу множество демографических и социально-экономических проблем Канада. Таких как, уже свойственная множеству, как развитых так и развивающихся стран мира, демографическое старение населения, приводящее к неуклонному росту уровню смертности, вызванное низким суммарным коэффициентом рождаемости, ниже воспроизводства населения (2,1 рождения на женщину) и ростом средней продолжительности жизни населения. Постоянно растущая иммиграция позволяет притормаживать негативные экономические последствия демографического старения населения Канады, приводя к стабилизации или даже росту трудоспособного и детского, а не иждивенческого, старше трудоспособного возраста населения.  Несмотря на, репутацию Канада, как страны иммигрантов, по состоянию на 2019 год Канада занимает только восьмое место по численности иммигрантов в мире, в то время как лица, родившиеся за границей, составляют только около одной пятой (21 % в 2019 году) населения страны (для сравнения на 2020 год каждый четвертый житель Швеции - 25,9% населения страны, является иммигрантом, а по состоянию на 2017 год у каждого третьего жителя Швеции - 32,3% населения страны, хотя бы один из родителей родился заграницей).

## Обзор

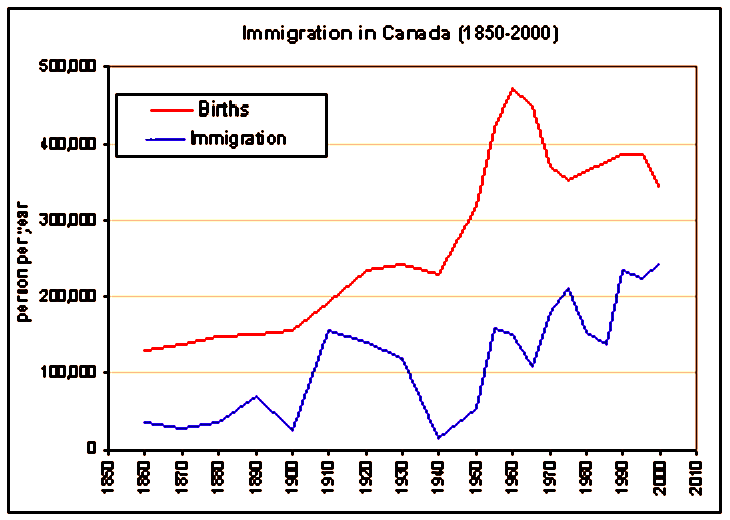
Соотношение иммиграции и рождений в Канаде. Красная линия - рождения, синяя - уровень иммиграции

По данным канадской иммиграционной программы (октябрь 2004), Канада имеет самый высокий показатель иммиграции на душу населения в мире, хотя статистические данные в CIA World Factbook, показывают, что в некотором числе городов-государств, и небольших островных государствах, а также в некоторых крупных странах в регионах с перемещением беженцев, имеют более высокие показатели на душу населения. В 2004 году Канада приняла 235 824 иммигрантов. Кроме того, Канада отличается от других западных стран всенародной поддержкой большого количества иммигрантов, и в последние годы поддержка иммиграции увеличилась в Канаде. Все основные политические партии Канады поддерживают сохранение или увеличение нынешнего уровня иммиграции. Хотя находившаяся ранее у власти Реформистская партия выражала озабоченность по поводу иммиграции, нынешнее консервативное правительство не имеет планов по сокращению иммиграционного уровня. Премьер-министр Канады Стивен Харпер объявив об изменениях к Закону об иммиграции Канады заверил, что "по иммиграции в общем, я хочу выразиться ясно, что это правительство выступает за агрессивную политику в области иммиграции. Мы привлечём большее число иммигрантов, чем любое предыдущее правительство". Предыдущие Либеральные правительства ещё более решительно выступали за высокий уровень иммиграции, предлагая рост иммиграции на 20 000 человек в год. Активная иммиграционная политика чаще всего оправдана экономическими доводами. Бывший премьер-министр Пол Мартин, например, утверждал, что уровень иммиграции должен быть увеличен, чтобы компенсировать недостаток в квалифицированных рабочих и компенсировать старение населения.

## Экономическое обоснование для иммиграции

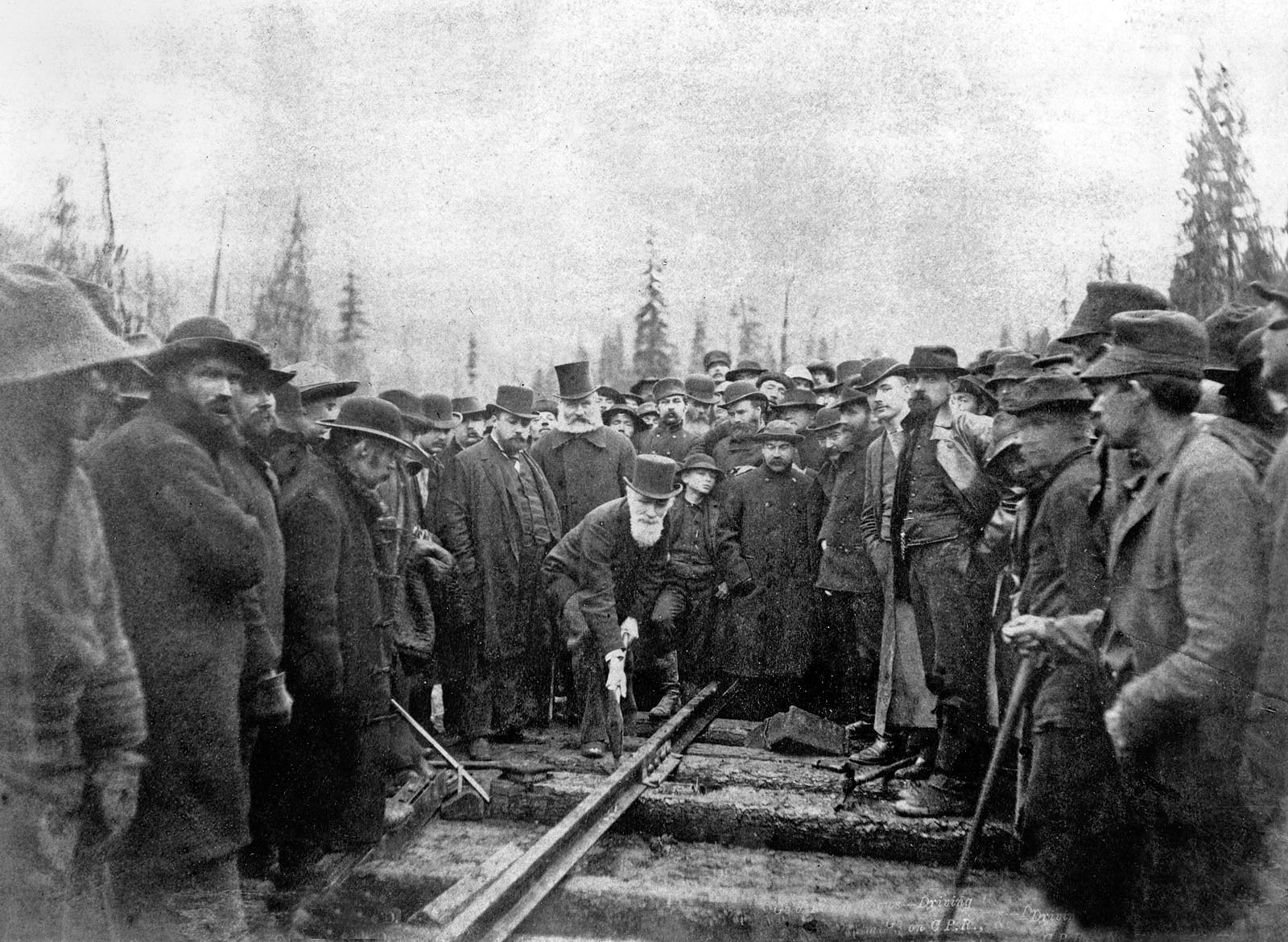
Дональд Александр Смит - премьер-министр Канады, тоже был иммигрантом

Канада имеет необычно высокий уровень иммиграции и столь же необычную всенародную поддержку высокого уровня иммиграции. Одним из факторов является то, что Канада является одной из крупнейших в мире стран по запасам природных ресурсов, таких как нефть, металлы и лесоматериалы. Она также имеет небольшое население и огромную территорию. Канада таким образом испытывала острую нехватку рабочей силы и ответила на это активным поиском иммигрантов. В конце XIX века были привлечены китайские иммигранты для постройки Канадской тихоокеанской железной дороги и активно рекламировала себя в Европе, чтобы найти фермеров для освоения запада страны. Сегодня аналогичные усилия по набору персонала необходимы для разработки нефтяных песков в провинции Альберта.

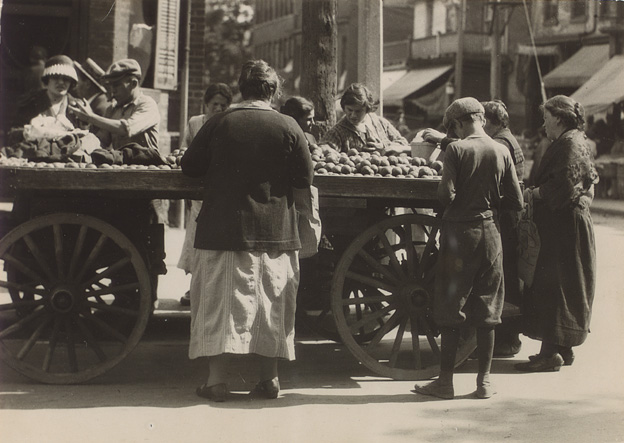
Еврейский рынок в Торонто в 1924 году, тогда большинство евреев были недавними иммигрантами

Другим фактором, который может заставлять канадцев поддерживать высокий уровень иммиграции - это низкий уровень рождаемости в Канаде. Теория заключается в том, что новые жители могут помочь в решении будущих обязательств правительства, касающихся пенсионного и социального обеспечения. Экономическая опасность снижения численности населения, не является общепризнанной. Такие организации, как Fraser Institute, консервативный исследовательский центр, на вопрос о том, как сокращение численности населения приведёт к сокращению или увеличению дохода на душу населения, отметило, что в краткосрочной перспективе, со стабильной экономикой, меньшее количество людей будет означать увеличение дохода на душу населения только потому, что делить доходы страны придётся среди меньшего количества людей. Они провели исследование, в котором утверждается, что налоговые поступления, полученные от иммигрантов, не превышают расходов правительства связанных с ними. Исследования института C. D. Howe, ещё одного консервативного исследовательского центра, позволяют предположить, что иммиграция не может держать население Канады молодым и, возможно, внесёт вклад в старение населения в ближайшей перспективе. Статистические данные по занятости также ставят под сомнение, насколько квалифицированные иммигранты с 34% уровнем безработицы успешно удовлетворяют существующие потребности рынка труда в Канаде. Многие развитые страны имеют значительно более низкие показатели рождаемости, чем Канада, но не привлекают столько иммигрантов.
Широкий круг учёных и организаций оказывают поддержку иммиграционной политике Канады. В 1995 году экономическая исследовательская компания DRI-McGraw Hill Inc. забила тревогу о предлагаемом сокращении уровня иммиграции. Они признали, что иммиграция приводит в короткой перспективе к расходам, но утверждала, что в долгосрочной перспективе иммиграция приводит к росту занятости и повышению экономических результатов. Одно из самых оптимистических исследований, выступавших за высокий уровень иммиграции, был доклад 1991 года Экономического совета Канады, бывший первым подробным анализом иммиграционной политики Канады. Он призвал к увеличению иммиграции, что должно было привести к увеличению населения Канады до 100 миллионов человек. Хотя исследование считает, что экономические выгоды в Канаду от иммиграции были достаточно малы, то выгоды для иммигрантов были чрезвычайно велики. В докладе делается вывод, что "трудно было бы не рекомендовать возрастание уровня иммиграции, когда иммигранты могут получать так много, и канадцы не только не потеряют, но на самом деле приведут к небольшому экономическому росту". В 2005 году доклад Королевского банка Канады призвал к повышению уровня иммиграции в Канады на 30% до 400 000 в год для обеспечения постоянного экономического роста.

## Благополучие иммигрантов

### Уровень образования
Канадская иммиграционная система делает большой акцент на поиске квалифицированных иммигрантов, однако эта система не всегда работает. Иммигранты в Канаде более образованны, чем иммигранты в Соединённых Штатах. Джордж Дж. Борхас сравнил иммигрантов в Канаду и Соединённые Штаты и нашёл, что канадские иммигранты более образованны и получают более высокую заработную плату, после того как оседают в стране. Он защищает канадскую систему иммиграции, и утверждает, что Соединённые Штаты должны перенять канадскую систему иммиграции.
В экономике Канады, иммигранты являются более образованными, чем рождённые в Канаде. В Канаде 38% мужчин, имеющих степень магистра или доктора, являются иммигрантами. В стране живёт 23% канадцев иностранного происхождения, а 49% обладателей докторской степени и 40% тех, обладает степенью магистра, родились за пределами Канады. Хронической проблемой для квалифицированных иммигрантов является признание иностранных дипломов. Хотя Канада принимает людей к себе на основе их образования, многие иммигранты сталкиваются с тем, что работодатели и профессиональные организации не признают их иностранное образование. Так как процент квалифицированных иммигрантов от доли общего объёма мигрантов увеличился, то эта проблема обострилась. С 2001 по 2006 год 56% иммигрантов, прибывших в Канаду имели высшее образование, заметно резкое увеличение по сравнению с 28% среди прибывших до 2001 года. В других странах иммигранты также сталкиваются с трудностями признания их дипломов и профессионального опыта. Международное исследование по интеграции мигрантов, авторами которого является научно-исследовательский отдел Британского Совета, присвоил наивысший балл (3 из 3) Канаде за "содействие государства в признании квалификации и профессиональной подготовки" в 2006 году на основе изучения ситуации в 27 европейских странах и Канаде. Огромное число квалифицированных мигрантов в Канаду делает задачу более значительной, и политики всех партий призывают к переменам в этой области.
Почти все профессиональные дипломы не подпадают под контроль федерального правительства, и поэтому установление стандартов признания не определяется  федеральными законами или Министерством гражданства и иммиграции Канады, но Министерство гражданства и иммиграции Канады создало Foreign Credentials Referral Office по оказанию помощи иммигрантам в признании иностранных дипломов. Правительство Онтарио приняло Fair Access to Regulated Professions Act, 2006 с целью помочь иммигрантам получить право на 34 провинциально регулируемые профессии. Кроме того, закон установил положение Комиссара по справедливости (Онтарио). В 2007 году правительство Альберты подписало соглашение с федеральным правительством, что позволит ускорить процесс признания иностранных дипломов для новых иммигрантов в органах лицензирования в этой провинции. Другие провинции взяли на себя аналогичные обязательства.

### Заработная плата
Одним из важных последствий этого постоянного притока высококвалифицированных иммигрантов, является сокращение неравенства доходов в Канаде. Поток врачей и инженеров в экономику уменьшает заработную плату по этим профессиям. В США иммигранты занимают определённые рабочие места, как правило, либо низкоквалифицированные, либо профессионалов высокого класса, которых недостаточно в США, и неравенство доходов намного выше, как частичный результат. С точки зрения последствий иммиграции для экономики в целом, по данным Статистического управления Канады на каждые 10% увеличения населения от иммиграции, заработная плата в Канаде в настоящее время сократилась в среднем на 4% (с максимальной отдачей для более квалифицированных работников, таких, как работники с высшим образованием, чья заработная плата сократилась на 7%).
Отчасти из-за проблемы признания иностранных дипломов, многие иммигранты вынуждены искать работу ниже своего уровня образования и с более низкой зарплатой. Тем не менее, даже выполняя работу соответствующую их профессиональному уровню, иммигранты получают гораздо меньше, чем уроженцы Канады.
Есть несколько возможных объяснений, почему новоприбывшие иммигранты зарабатывают меньше, чем канадцы на той же работе с той же квалификацией. Более низкая почасовая заработная плата может быть свидетельством того, что производительность труда иммигрантов ниже, и работодатели, таким образом, имеют основания платить им меньше. Расизм также является одной из возможностей. Дисбаланс заработной платы особенно справедлив в отношении видимых меньшинств, таким образом, очевидно, что расизм играет определённую роль. Новые работники также менее знакомы с канадским рынком труда и, таким образом, не могут максимизировать свою заработную плату. Работодатели также меньше знакомы с профессиональным уровнем иммигранта и, следовательно, менее склонны предлагать ту же зарплату, что и урождённым канадцам. Иммигранты, в особенности представители меньшинств, имеют иные ценности, нежели уроженцы Канады; они отдают предпочтение жизни в Торонто, Монреале и Ванкувере. Из-за снижения мобильности, они не имеют доступа к более высокооплачиваемой работе, например, в провинции Альберта и Саскачеван. Это положение дел меняется, потому что Калгари уже опередил Монреаль в процентном отношении видимых меньшинств. Видимые меньшинства в Саскачеване получают более высокую заработную плату, чем родившиеся в Канаде.

### Занятость
В последние годы уровень безработицы среди недавних иммигрантов также увеличился. В 1981 году те, кто только что приехал, имели высокий уровень безработицы, но те, кто был в этой стране пять лет, чаще, чем в среднем имели работу. К 2001 году переходный период был расширен, и теперь он занимает 10 лет, прежде чем вновь прибывшие достигают такого же уровня занятости, как и те, кто родился в Канаде. В 2006 году уровень безработицы среди недавно прибывших иммигрантов составил 11,5%, что было значительно выше, чем среди урождённых канадцев, который составил в среднем 4,9%. Для более укоренившихся иммигрантов, в период между 5 и 10 годами пребывания в стране, этот показатель снизился до 7,3%.
Одним из наиболее важных исследований экономических последствий иммиграции в Канаду является исследование Мортона Бейзера «Незнакомцы у ворот» (Strangers at the gate). Это исследование изучало приезд вьетнамских беженцев, которые начали прибывать в Канаду в 1979 году, и вызвали много споров. Общее число беженцев составило 60 000, самая многочисленная группа беженцев, когда-либо прибывшая в Канаду. Бейзер изучал этих людей по их прибытии, установив, что только некоторые говорили на английском или французском языке, что большинство из них были фермерами с небольшим количеством профессиональных навыков, полезных в Канаде, и что они прибыли без каких-либо активов, которые помогли бы им получить образование или открыть свой бизнес. Бейзер затем следил за прогрессом этих людей, чтобы увидеть, какое влияние они окажут на Канаду. В течение 10 лет по прибытии безработица среди них была на 2,3% ниже, чем в среднем по Канаде. Один из пяти начал бизнес, 99% из них успешно стали гражданами Канады, и они с гораздо меньшей вероятностью, чем в среднем по стране, получали социальную помощь.

### Доходы
Более высокие показатели безработицы и низкая заработная плата в совокупности дают новым иммигрантам меньший доход, чем в среднем по Канаде. Анализ данных переписи населения по состоянию на 2000 год, показывает, что доходы новых иммигрантов были на уровне 80% от среднего по стране после 10 лет проживания в Канаде. В предыдущие десятилетия, уровень дохода иммигрантов догонял средний по стране после 10 лет проживания в стране, но в последние несколько лет ситуация ухудшилась. Исследования 2003 года, опубликованные Статистическим управлением Канады, отметили, что "в 1980 году новые иммигранты имели более низкие доходы в 1,4 раза, чем рождённые в Канаде, к 2000 году они были ниже в 2,5 раза, на 35,8%".
В 1991 году Экономический совет Канады обнаружил, что периоды иммиграции не были непосредственно связаны с периодами активного роста. Они отметили, что "историческая перспектива не даёт практически никакой поддержки, мнению о том, что иммиграция необходима для экономического процветания. В XIX и начале XX веков, самые высокие темпы роста на душу населения реальных доходов произошло в период, когда чистая иммиграция была нулевой или отрицательной. Позже, в XX веке, напротив связь очевидна но, очевидно, нет долгосрочной корреляции". Однако в том же докладе отмечается, что высокий уровень иммиграции - это хорошо для будущего Канады, а также рекомендовал расширить уровень иммиграции, чтобы увеличить население Канады до 100 млн. Исследования Монреальского университета, опубликованные в 2002 году профессором Марк Термотом, использовали различные методы, изучали опыт разных стран и пришли к выводу, что иммиграция не имеет статистически значимого влияния на доходы на душу населения в стране.

### Снижение экономического благополучия
За последние 25 лет экономическое положение иммигрантов в Канаде по отношению к коренному населению неуклонно снижается. Ряд теорий были выдвинуты, чтобы объяснить эти вопросы.
1. Процедура отбора номинантов является ошибочной.
2. Государственная и корпоративная политика сознательно принуждают иммигрантов к работе во вторичном секторе. Эти работы характеризуются высокой нестабильностью, опасными условиями труда и низкой заработной платой. Те, кто работает в этих секторах, будут иметь более низкую заработную плату и более длинные периоды безработицы. В ряде европейских стран иммиграционная система практически полностью разработана, чтобы попытаться заполнить эти должности. Это реже случается в Канаде, но значимые программы набора для таких секторов, как сельское хозяйство, нефтегазовая промышленность завербовывают многих работников на опасные рабочие места.
3. Новые иммигранты из-за пределов Европы являются жертвами расовой дискриминации.
4. Увеличение конкуренции за рабочие места среди родившихся в Канаде возросло, всё больше людей полагается на знакомства при поиске работы, поставив иммигрантов в невыгодное положение, учитывая отсутствие у них связей в Канаде.
Январское 2007 года исследование Статистического управления Канады проанализировало падение доходов экономических иммигрантов, с нескольких точек зрения. Экономические иммигранты, теперь чаще начинают своё пребывание в Канаде с "низкого уровня доходов" (менее 50% от среднего дохода) по сравнению с иммигрантами в любом из других классов иммиграции (см. таблицу 16 в исследовании). Это снижение произошло в 1990-х и начале 2000-х, несмотря на то, что доля иммигрантов, прибывающих с образованием в экономический класс (в том числе основных кандидатов, супругов и иждивенцев) увеличилась с 29% в 1992 году до 56% в 2003 году.
Заявив о намерении сократить ожидание для иммиграции заявителей всех классов, и более целенаправленно отбирать иммигрантов с необходимыми навыками, необходимыми в Канаде, федеральное правительство приняло закон, в 2008 году, которые дали министру по делам иммиграции новые полномочия, позволяющие изменить отбор иммигрантов. Многие ожидали, что эти полномочия будут использованы в пользу работников квалифицированных иммигрантов, отобранных на основе образования, на основе системы баллов.
Хотя благосостояние иммигрантов сократилось в последние годы, это не повлияло на иммигрантов второго поколения, или тех, кто приехал в Канаду, когда был ребёнком. Эта группа является одной из самых успешных в Канаде, образование и уровень заработка которых значительно превышают своих родителей, а также выше, чем в среднем по Канаде.

## Более широкие эффекты

### Государственная помощь

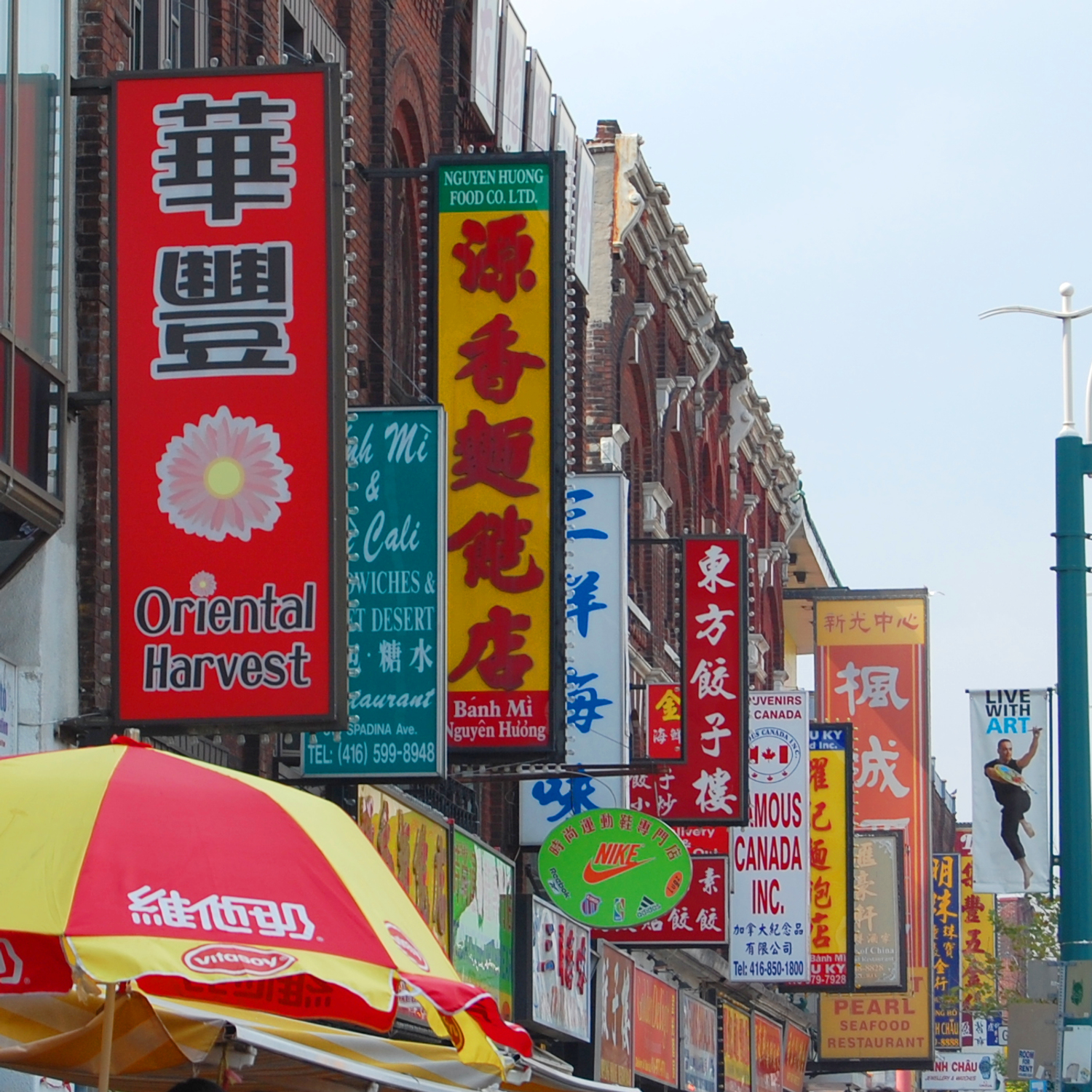
Китайский квартал в Торонто

Правительство имеет большое министерство и ряд программ, призванных обеспечить благополучие иммигрантов в Канаде и улучшение их экономического положения. В Министерстве Гражданства и иммиграции Канады работает 5000 сотрудников, что на душу населения в 3 раза больше, чем 15000 сотрудников Службы гражданства и иммиграции США. Министерство гражданства и иммиграции Канады окупает некоторые из своих расходов за счёт сборов за лендинг (процедуру въезда и регистрации иммигрантов). В 2006 году правительство Канады снизило плату за лендинг иммигрантов на 50%.
Новые иммигранты имеют право на получение помощи, такую, как бесплатные языковые курсы под управлением правительства провинции, для которых федеральное правительство заложило в бюджете около $350 млн., за 2006 -2007 финансовый год. Большинство из этих $350 миллионов было выделено Квебеку согласно канадско-квебекскому соглашению, $196 млн, даже несмотря на то, что иммиграция в Квебек составляет лишь 16,5% от всей иммиграции в Канаду в 2005 году. $350 миллионов, заложенные в бюджете, увеличатся на дополнительные $90 млн в 2009 году. Провинциальные правительства в Канаде создали департаменты гражданства и иммиграции, такие как Министерство гражданства и иммиграции (Онтарио).
Поддержка иммигрантов также является одним из ключевых вопросов, которые легли в основу "Нового курса" для городов, подобных Торонто (и других городов) в провинции Онтарио, а также для правительства Канады, потому что 43% новых иммигрантов прибывают именно в район Большого Торонто, в результате чего возникли некоторые проблемы в этом регионе. Статья, опубликованная Статистическим управлением Канады, отметила, что "за 1990-е годы (с 1990 по 2000) доля малоимущих в городе выросла на 1,9 процентных пункта. Всё это увеличение было связано с ухудшением результатов среди иммигрантов, которые имеет тенденцию к увеличению людей с низким уровнем дохода в городе на 2,8 процентных пункта". Другими словами, количество коренных канадцев с низким уровнем дохода упало, но падение доходов новых иммигрантов привело к чистому увеличению разрыва неравенства в доходах в Торонто в 1990-х.
В 2006 году Food Bank в Торонто сообщил, что более 40% его клиентов иностранного происхождения, и что почти половина этой группы прожила в стране менее 4 лет. В то же время группа иммигрантов, пробывшая в стране менее 4 лет, показывает значительно более высокую среднюю потребность. 40% пользователей Food Bank не были рождены в Канаде, в то же время 44% населения Торонто являются рождёнными в других странах.

### Правительственные финансы
Иммигранты в среднем вносят больший вклад в государственные доходы, чем в среднем по Канаде. Исследование 1990 года показало, что средняя семья иммигрантов заплатила $22 528 во всех видах налогов и в среднем каждая семья непосредственно потребляет $10 558 в государственных услугах. В отличие от среднего урождённого канадского домохозяйства заплатившего $20 259 налогов и потребившем $10 102 долларов в сфере услуг. По всей стране это означает, что семьи иммигрантов внесли на $2,6 млрд больше, чем их доля в государственной казне. Исследование 1996 года показало, что в течение всей жизни типичная семья иммигрантов заплатит в казну на 40 тысяч долларов больше, чем они потребят государственных услуг. Это объясняется тем, что семьи иммигрантов, как правило, больше и имеют больше зарабатывающих, повышая налоги. Иммигранты также реже используют многие социальные услуги. Иммигранты в меньшей степени, чем коренные канадцы, получают страхование по безработице, социальную помощь и субсидии на жильё. Иммигранты также гораздо реже становятся бездомными или страдают от психических заболеваний. Иммигранты также менее склонны использовать субсидированноё жильё, чем коренные канадцы с тем же уровнем доходов. В 2004 году 22,5% коренных канадцев с низким уровнем дохода жили в субсидируемом жилье, но только 20,4% недавних иммигрантов с низким доходом делали так же, хотя эта цифра была значительно выше среди давно прибывших иммигрантов. Fraser Institute также изучал этот вопрос и утверждает, что иммигранты, которые прибыли в период с 1990 по 2002 год, вызвали расходы правительства на 18,3 млрд долларов в год (по состоянию на 2002) что превышает налоги, взимаемые с тех иммигрантов, касающиеся универсальных социальных услуг (например, социальное обеспечение, медицинскую помощь, государственное образование).

### Международная торговля
Присутствие в Канаде представителей разных культур и народов является также важным фактором, стимулирующим международную торговлю Канады. Иммигранты часто имеют опыт, владение иностранными языками, личные связи со страной своего происхождения, что может способствовать формированию международных торговых связей. Исследования показали, что Канада расширяет торговые отношения с теми государствами, которые дали большое число иммигрантов. Канада в значительной степени сосредоточена на международной торговле, на долю которых приходится 36% ВВП в 2006 году. 86,9% канадского экспорта направляется в США.